# Philodendron moonenii
Philodendron moonenii är en kallaväxtart som beskrevs av Thomas Bernard Croat. Philodendron moonenii ingår i släktet Philodendron och familjen kallaväxter.
Artens utbredningsområde är Franska Guyana. Inga underarter finns listade.